# Pintor de Tlesón
El Pintor de Tlesón fue un pintor ático de vasos del estilo de figuras negras, cuyas obras están fechadas entre el 555 y el 535 a. C. Se cuenta entre los Pequeños maestros.
Se ha discutido entre los investigadores si el pintor Tlesón es idéntico al alfarero Tlesón. Todas las obras que se le atribuyen fueron firmadas por este alfarero, después de lo cual recibió su nombre convenido. Sin embargo, no todos los vasos del alfarero fueron decorados por el pintor Tlesón. 
Típico de él son los vasos de borde decorados con figuras de animales como gallos y gallinas, carneros y ciervos, además de sirenas en el interior de las copas, pero también en el exterior de las copas de labios en el interior A menudo varía las escenas conocidas. Aparte de los copas de labios, también se conocen copas de bandas que fueron decorados por él de forma similar. Ejecuta las figuras con delicadeza, con numerosos colores en un estilo que evoca las mejores obras de Lido.